# Jan Górny (hokeista na trawie)
Jan Górny (ur. 17 stycznia 1933 w Gnieźnie, zm. 13 lipca 2018 w Poznaniu) – polski hokeista na trawie, bramkarz, olimpijczyk, wielokrotny mistrz Polski, trener.

## Życiorys
Syn Zbigniewa i Anny z domu Grzeczka. W 1965 ukończył Technikum Mechaniczno-Elektryczne w Poznaniu, uzyskując zawód technika mechanika. Największe sportowe sukcesy odniósł w hokeju na trawie, ale uprawiał również inne dyscypliny – hokej na lodzie, piłkę nożną, piłkę ręczną, lekkoatletykę, szybownictwo. W latach 1954–1969 występował (jako laskarz) w Warcie Poznań, zdobywając pięć tytułów mistrza Polski na otwartym stadionie (1963, 1965, 1967, 1968, 1969) oraz dwa tytuły mistrzowskie w halowej odmianie hokeja (1963, 1967). Wystąpił w 34 meczach reprezentacji narodowej (w latach 1953-1966), m.in. na igrzyskach olimpijskich w Rzymie (Polska zajęła 12. miejsce, rywalizację o miejsca 9-12. oddając bez walki).
Po zakończeniu kariery zawodniczej (1970) uzyskał uprawnienia trenerskie i doprowadził swój dotychczasowy zespół (Wartę Poznań) do kolejnych tytułów mistrzowskich (1972, 1973, 1975). W latach 1976–1978 prowadził Pocztowca Poznań. Uhonorowany tytułem Zasłużony Mistrz Sportu, działał w środowisku olimpijczyków. Został odznaczony Brązowym Medalem za Wybitne Osiągnięcia Sportowe.

## Życie prywatne
Żonaty z Haliną Wielgosz, która w poznańskiej Warcie uprawiała siatkówkę i koszykówkę. Ojciec Romualda.
Został pochowany na Cmentarzu Junikowo w Poznaniu (pole 38 kwatera 14-18-429).